# Galactia glaucophylla
Galactia glaucophylla är en ärtväxtart som beskrevs av Carl Ernst Otto Kuntze. Galactia glaucophylla ingår i släktet Galactia och familjen ärtväxter. Inga underarter finns listade i Catalogue of Life.